# CosmoGirl
«CosmoGirl» — американський журнал з Нью-Йорку, який публікувався з 1999 по 2008. Був сестринським проектом журналу «Cosmopolitan»; спрямований на аудиторію дівчат підліткового віку. Публікував інформацію про моду та знаменитостей. Видавався 10 разів на рік; перед закриттям мав близько 8 мільйона читачів. Останнім випуском був грудень 2008, замість нього підписники отримали журнали «Seventeen».
Засновником журналу була Атуса Рубенстайн (Atoosa Rubenstein). Після неї головним редактором стала Енн Шокет, яка до цього була редактором журналу «Seventeen». Останнім редактором «CosmoGirl» стала Сьюзен Шулз (Susan Schulz), яка після закриття журналу перейшла на інші проєкти Hearst Corporation.
Як і журнал «Elle Girl», який закрився в 2006, «CosmoGirl» продовжує існувати через свій вебсайт.

## Зміст
У кожному випуску журналу було декілька фото та інтерв'ю з поточною знаменитістю, а також поради з догляду за волоссям та шкірою. В журналі містилася інформація про нові косметичні й модні тенденції. Щомісяця «CosmoGirl» проводив різні конкурси; взяти участь можна було на офіційному сайті журналу.
В березні 2008 в журналі була введена нова рубрика під назвою «JSYK» (Just So You Know). Оточуючі могли відіслати листа з історією свого кохання, або цікавий випадок з життя в редакцію журналу. Цікаві історії публікували в журналі. «CosmoGirl» також мав рубрику Body & Soul про здоров'я, до якої входили статі про правильне ведення розумового й сексуального здоров'я, про фітнес і правильне харчування.

## Project 2024
В 2002 був створений «Project 2024». Він мав таку назву, тому що в 2024 тогочасні читачі мали стати достатньо дорослими, аби мати змогу стати відомими модельєрами, письменниками чи навіть Президентом Сполучених Штатів. Цей проект мав допомогти молодим дівчаткам реалізувати свої мрії. Згодом його почали підтримувати політик Гілларі Клінтон, модельєр Майкл Корс, музикант Шон Комбс і творець «MySpace» Том Андерсон.

## Міжнародні випуски
Були створені інтернаціональні версії «CosmoGirl» в інших країнах, включаючи: Британію, Нідерланди, Чехію, Туреччину, Китай, Гонконг і Індонезію, де журнал публікувався на національній мові.
В червні 2007 було закрито британську версію.

## Моделі для обкладинок

### 2008
- грудень/січень 2009: Тейлор Свіфт
- листопад: Скарлетт Йоганссон
- жовтень: Міла Куніс
- вересень: Лорен Конрад
- серпень: Ванесса Гадженс
- червень/липень: Меган Фокс
- травень: Бріттані Сноу
- квітень: Джуліанн Гаф
- березень: Майлі Сайрус
- лютий: Джессіка Альба

### 2007
- грудень/січень 2008: Ешлі Сімпсон
- листопад: Блейк Лайвлі
- жовтень: Хайді Монтаг
- вересень: Ешлі Тісдейл & Зак Ефрон
- серпень: Келлі Кларксон
- червень/липень: Авріл Лавін
- травень: Гіларі Дафф
- квітень: Майлі Сайрус
- березень: Лорен Конрад
- лютий: Америка Феррера

### 2006
- грудень/січень 2007: Крістіна Агілера
- листопад: Ліндсі and Елі Лоан
- жовтень: Крістін Кавалларі
- вересень: Ешлі Сімпсон
- серпень: Кіра Найтлі
- червень/липень: Ніколь Річі
- травень: Джессіка Сімпсон
- квітень: ДжоДжо
- березень: Аліша Кіз
- лютий: Софія Буш

### 2005
- грудень/січень 2006: Гіларі Дафф
- листопад: Мерая Кері
- жовтень: Аманда Байнс
- вересень: Міша Бартон
- серпень: Ешлі Сімпсон
- червень/липень: Кеті Голмс
- травень: Ніколь Річі
- квітень: Дженніфер Лопес
- березень: Destiny's Child
- лютий: Ліндсі Лоан

### 2004
- грудень/січень 2005: Джессіка Сімпсон
- листопад: Мері-Кейт та Ешлі Олсен
- жовтень: Анджеліна Джолі
- вересень: Бріттані Мерфі
- серпень: Різ Візерспун
- червень/липень: Авріл Лавін
- травень: Енн Гетевей
- квітень: Сара Мішель Ґеллар
- березень: Гіларі Дафф
- лютий: Ештон Кутчер

### 2003
- грудень/січень 2004: Кірстен Данст
- листопад: Брітні Спірс
- жовтень: Джош Гартнетт
- вересень: Джессіка Сімпсон
- серпень: Анджеліна Джолі
- червень/липень: Пол Вокер
- травень: Мері-Кейт та Ешлі Олсен
- квітень: Eminem
- березень: Крістіна Агілера
- лютий: Дженніфер Лопес

### 2002
- грудень/січень 2003: Кеті Голмс
- листопад: Дженніфер Лав Г'юїтт
- жовтень: Нік Картер
- вересень: Бейонсе
- серпень: Келлі Осборн
- червень/липень: Дженніфер Лопес
- травень: Тара Рід
- квітень: Джош Гартнетт
- березень: Менді Мур
- лютий: 'N Sync

### 2001
- грудень/січень 2002: Гвен Стефані
- листопад: Шерлі Менсон
- жовтень: Мерая Кері
- вересень: Фредді Принц молодший
- серпень: Різ Візерспун
- червень/липень: Blink-182
- травень: Eminem
- квітень: Destiny's Child
- березень: Джессіка Сімпсон
- лютий: 98 Degrees

### 2000
- грудень/січень 2001: Сара Мішель Ґеллар
- листопад: Джастін Тімберлейк
- жовтень: Леслі Бібб
- вересень: Рейчел Лі Кук
- серпень: Гвен Стефані
- червень/липень: Брітні Спірс
- травень: 'N Sync
- квітень: Лілі Собескі
- березень: Крістіна Агілера
- лютий: Сельма Блер

### 1999
- грудень/січень 2000: Елісон Ганніган
- жовтень/листопад: Джессіка Біл
- серпень/вересень: Мелісса Джоан Гарт